# Munneurycope elongata
Munneurycope elongata är en kräftdjursart. Munneurycope elongata ingår i släktet Munneurycope och familjen Munnopsidae. Inga underarter finns listade i Catalogue of Life.